# Douliu

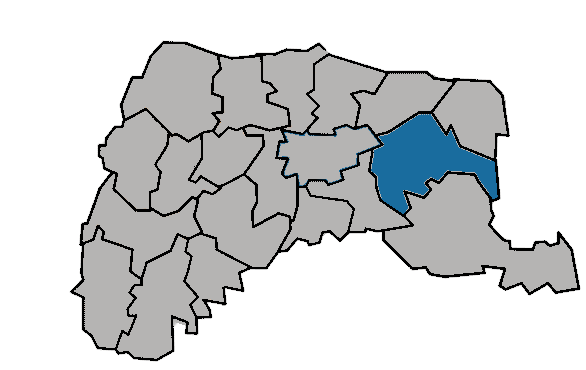
Douliu en el condado de Yunlin

Douliu (conocida también como Douliou City) (en chino, 斗六市) es una ciudad en el Condado de Yunlin, Taiwán, y es el centro político y económico del mismo. Es la única ciudad-condado de Yunlin, que además cuenta con cinco centros urbanos (Beigang, Dounan, Huwei, Tuku y Xiluo) y catorce centros rurales (Baozhong, Citong, Dapi, Dongshi, Erlun, Gukeng, Kouhu, Linnei, Lunbei, Mailiao, Shuilin, Sihu, Taixi y Yuanchang). La ciudad cuenta con variedad de parques industriales, centros hospitalarios y sitios de interés turístico, y alberga competencias deportivas, festividades culturales y carnavales.

## Nombre
Su nombre original (en chino, 斗六門; pe̍h-ōe-jī, Táu-la̍k-mn̂g) proviene de un lenguaje adoptado por la población Hoanya, una tribu de aborígenes taiwaneses.

## Historia
En 1901, durante el periodo de la ocupación japonesa de Taiwán,  (斗六廳 Toroku Chō?) fue una de las veinte oficinas administrativas locales establecidas. El 25 de diciembre de 1981, Douliu pasó de ser un centro urbano de tercer nivel a convertirse en una ciudad controlada por el condado.

### Divisiones administrativas
Xinyi, Siwei, Taiping, Zhonghe, Guangxing, Zengxi, Zengtung, Sanping, Mingde, Zengbei, Gongcheng, Zhongxiao, Renai, Bade, Gongzheng, Zhongguang, Lintou, Chenggong, Zengnan, Shekou, Longtan, Jiatung, Lunfeng, Gouju, Jiangcuo, Sanguang, Jiuan, Huxi, Baozhuang, Zhangping, Liuzhong, Liubei, Liunan, Meilin, Hushan, Zhangan, Xizhou y Shisan.

### Instituciones gubernamentales
- Gobierno del condado de Yunlin
- Concejo del condado de Yunlin

## Economía
En Douliu se encuentra el Parque Industrial de Douliu y el Parque de Ciencia Yunlin. Como en todo el condado Yunlin, la economía se basa en la producción agropecuaria, la pesca y los parques industriales.

## Salud
- Hospital Universitario Yunlin Branch
- Hospital Cheng Kung
- Clínica Tzu Chi
- Hospital General de Hongyang

## Lugares de interés
- Calle Taiping: Calle con arquitectura de la época de la ocupación japonesa. En este sitio se realizan eventos y festividades a nivel anual.[4]
- Parque Renwen: Localizado cerca de la Universidad Nacional Yunlin de Ciencia y Tecnología. Se practican deportes y contiene un área de entretenimiento. También es un sitio destinado a eventos como conciertos y ferias.
- Memorial Yukihiro: En 1915, durante la ocupación japonesa, el príncipe Hirohito (futuro Emperador Showa) fue a inspeccionar la construcción de edificios públicos en esta área. Con los años el memorial se convirtió en una de las atracciones turísticas principales de la ciudad.
- Memorial Toroku: Memorial ubicado en la Escuela Gouba. Preserva la memoria de los prisioneros de guerra durante la ocupación japonesa en la Segunda Guerra Mundial.
- Mercado del Parque Renwen: Localizado cerca del Parque Renwen, es un mercado nocturno con todo tipo de artesanías y productos típicos de la región que funciona los días sábados.
- Templo Museo de Arte de Taiwán: (台灣寺廟藝術館)
- Represa Hushan

## Festivales
- Festival cultural Yunlin Orange (雲林柳橙文化節)
- Carnaval Pomelo (文旦嘉年華會)
- Festival Internacional de Música de Beigang (北港國際音樂文化藝術節)

## Deportes
El diamante de béisbol de Douliu ocasionalmente recibe juegos de la liga Liga de Béisbol Profesional China. También fue una de las sedes de la Copa Mundial de Béisbol de 2007 y de los Juegos Olímpicos de Verano de 2008.

## Educación

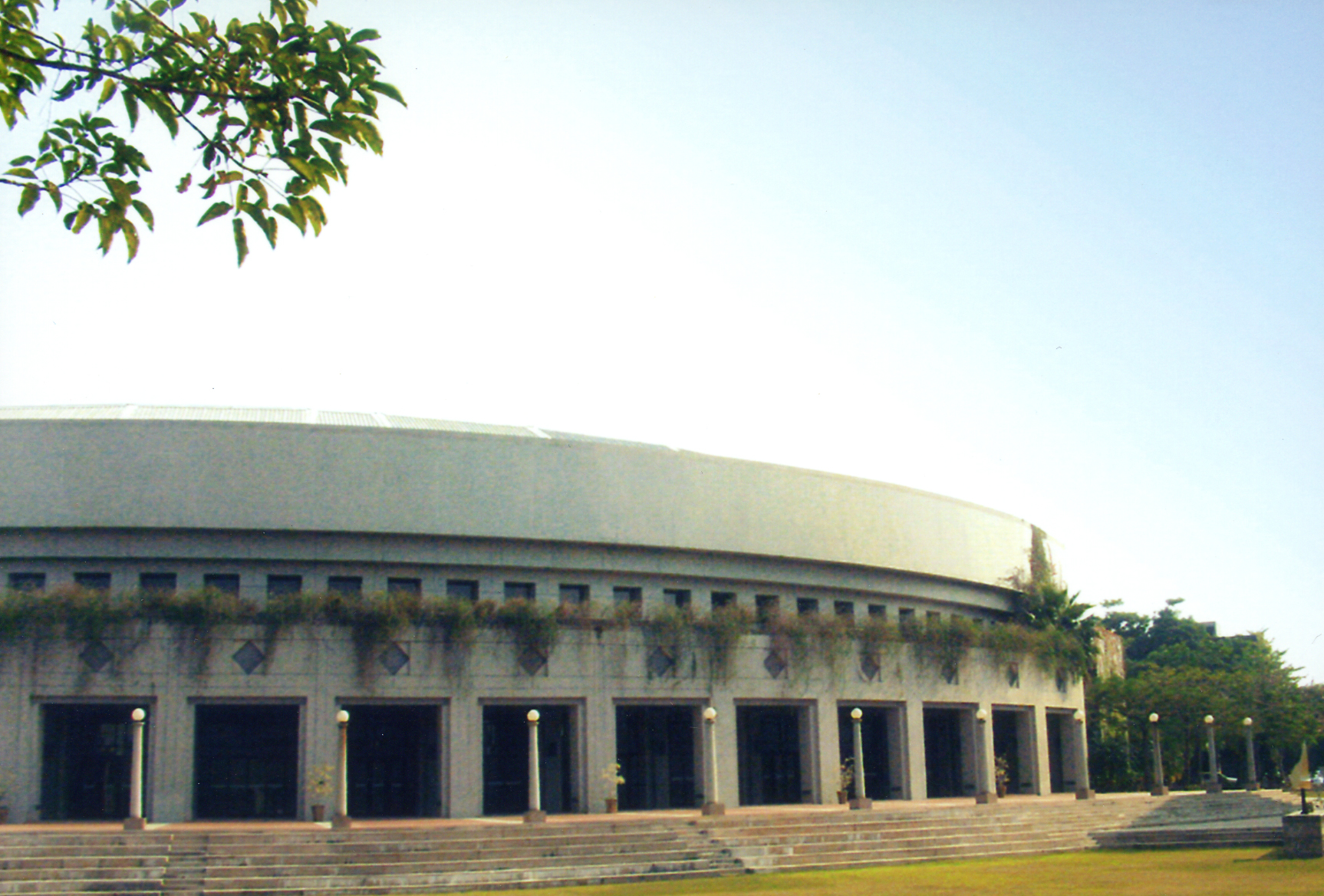
Universidad Nacional de Ciencia y Tecnología Yunlin

- Universidad Nacional de Ciencia y Tecnología Yunlin
- Universidad TransWorld

## Nativos notables
- Liu Chien-kuo, miembro de la Legislatura de Yuan

## Transporte

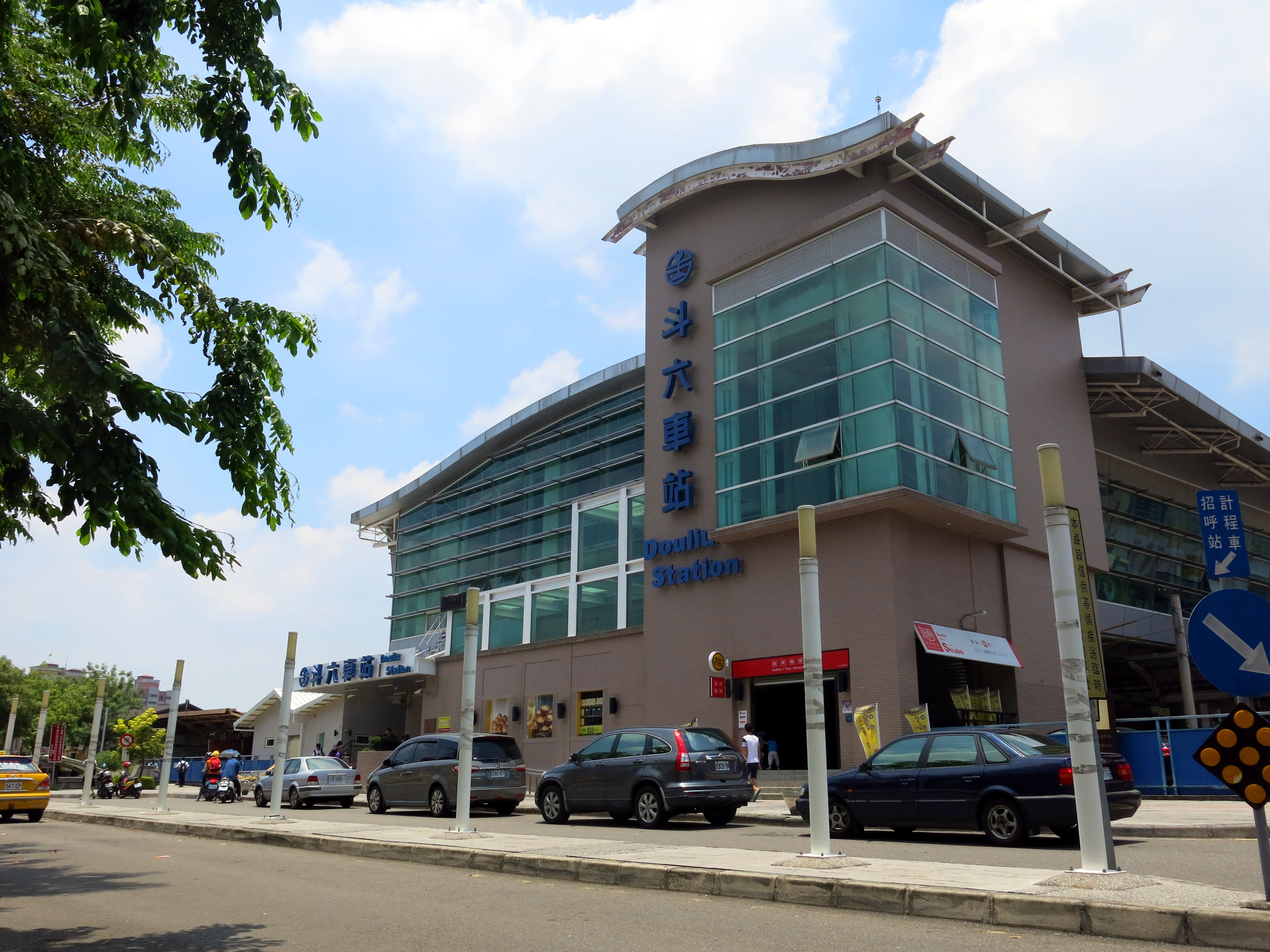
Estación de trenes Douliu

### Tren
Existen dos estaciones controladas por la agencia de trenes de Taiwán, la Estación Shiliu y la Estación Douliu.

### Bus
Existen dos empresas que prestan el servicio en la ciudad: Taisi Bus y Solar Bus.